# Bang Tour
Bang Tour es la tercera gira oficial de la cantante brasileña Anitta para promover su álbum Bang (2015). La gira comenzó el 7 de abril de 2016 en Río de Janeiro, Brasil. El espectáculo enfatiza el poder de la seducción femenina y el amor.

## Desarrollo
A diferencia de otras giras, el escenario se caracteriza y posee elementos del arte pop, así como la temática del álbum Bang creada por Giovanni Bianco, el espectáculo es muy colorido en un estilo rave, tiene colores principales como el negro y el blanco y escenarios más Retró. Los vestuarios utilizados son del famoso estilista Alexandre Herchcovitch, los vestuarios tanto de Anitta como el de sus bailarines se hacen en color negro y con bastante brillo.
El espectáculo de apertura, que tuvo lugar el 7 de abril en Barra Music, contó con la participación de invitados como Jhama, ConeCrew, Vitin de la banda Onze: 20, Nego do Borel y Projota. Además de famosos en la audiencia como la cantante Ludmilla, la periodista Ana Paula Renault, las actrices Fabiana Karla y Perla Faria, los actores Arthur Aguiar, Marcello Melo y Bernardo Velasco, entre otros.

## Lista de canciones
Este setlist es representativo actual. No representa todos los shows durante la gira.
1. "Bang"
2. "Sim ou Não" (If It's Lovin' that You Want intro)
3. "Ritmo Perfeito / "Ginza (Anitta Remix)" / "Machika"
4. "Zen"
5. "Cobertor"
6. "Deixa Ele Sofrer" (Contém trechos de Blecaute (Slow Funk)
7. "Indecente"
8. "Is That For Me" (Contém trechos de Sylvain Armand Remix)
9. "Downtown"
10. "Paradinha"
11. "Romance Com Safadeza"
12. "Coladinha em Mim"
13. "Loka"
14. "Você Partiu Meu Coração"
15. "Essa Mina É Louca"
16. "Sua Cara" (Contém trechos de rockstar)
17. "Movimento da Sanfoninha" (Interlude)
18. "Vai malandra"
19. "Blá Blá Blá"
20. "Show das Poderosas" (Contém trechos de Já é Sensação)

- "Machika" fue incluida a partir del 3 de febrero de 2018.
- "Indecente" fue incluida a partir del 29 de marzo de 2018.
- "Coladinha em Mim" fue incluida a partir del 23 de marzo de 2018.
- "Romance com Safadeza" fue incluida a partir del 20 de abril de 2018.

## Fechas
| América del Sur          |                           |        |                                                                  |
| 7 de abril de 2016       | Río de Janeiro            | Brasil | Barra Music                                                      |
| 8 de abril de 2016       | Porto Alegre              | Brasil | WA Eventos                                                       |
| 9 de abril de 2016       | Londrina                  | Brasil | Parque de Exposições Governador Ney Braga                        |
| 20 de abril de 2016      | São Paulo                 | Brasil | Quadra G.R.S.C.E.S Águia de Ouro                                 |
| 21 de abril de 2016      | São Luís                  | Brasil | Nova Batuque                                                     |
| 22 de abril de 2016      | Belém                     | Brasil | Assembleia Paraense                                              |
| 23 de abril de 2016      | Altamira                  | Brasil | Foccus Shows                                                     |
| 24 de abril de 2016      | Santarém                  | Brasil | Atlético Cearense                                                |
| 28 de abril de 2016      | Feira de Santana          | Brasil | Camarote Central Mix                                             |
| 29 de abril de 2016      | Petrópolis                | Brasil | Parque Municipal Prefeito Paulo Rattes                           |
| 30 de abril de 2016      | Santos                    | Brasil | Capital Disco                                                    |
| 6 de mayo de 2016        | Venâncio Aires            | Brasil | Ginásio Poliesportivo do Parque do Chimarrão                     |
| 7 de mayo de 2016        | Recife                    | Brasil | Baile Perfumado                                                  |
| 13 de mayo de 2016       | Macapá                    | Brasil | Parque de Exposições da Fazendinha                               |
| 14 de mayo de 2016       | Marabá                    | Brasil | Estacionamento do Aeroporto                                      |
| 15 de mayo de 2016       | Abaetetuba                | Brasil | Arena Sport Show                                                 |
| 19 de mayo de 2016       | São Paulo                 | Brasil | Nitro Night                                                      |
| 20 de mayo de 2016       | Patos de Minas            | Brasil | Parque de Exposições Sebastião Alves do Nascimento               |
| 21 de mayo de 2016       | Dourados                  | Brasil | Parque de Exposições João Humberto de Carvalho                   |
| 25 de mayo de 2016       | Lajes                     | Brasil | Parque de Exposições Conta Dinheiro                              |
| 26 de mayo de 2016       | Cascavel                  | Brasil | Parque de Exposições Celso Garcia Cid                            |
| 27 de mayo de 2016       | São Joaquim da Barra      | Brasil | Parque Permanente de Exposições Tancredo Neves                   |
| 28 de mayo de 2016       | Goiânia                   | Brasil | Centro Cultural Oscar Niemeyer                                   |
| 29 de mayo de 2016       | Pires Ferreira            | Brasil | Em Frente ao Ginásio Poliesportivo Deputado Murilo Borges Aguiar |
| 9 de junio de 2016       | Ourinhos                  | Brasil | Parque de Exposições Olavo Ferreira de Sá                        |
| 10 de junio de 2016      | Angra dos Reis            | Brasil | Club Med Rio das Pedras                                          |
| 11 de junio de 2016      | São Paulo                 | Brasil | Clube da Associação Portuguesa de Desportos                      |
| 11 de junio de 2016      | Porto Feliz               | Brasil | Hotel Dois Santos                                                |
| 12 de junio de 2016      | São Bernardo do Campo     | Brasil | Estância Alto da Serra                                           |
| 16 de junio de 2016      | Río de Janeiro            | Brasil | Barra Music                                                      |
| 24 de junio de 2016      | Ibicuí                    | Brasil | Fazenda Brega Light                                              |
| 26 de junio de 2016      | São Paulo                 | Brasil | Audio Club                                                       |
| 6 de julio de 2016       | São Paulo                 | Brasil | Brook's SP                                                       |
| 8 de julio de 2016       | São João da Boa Vista     | Brasil | Recinto de Exposições José Ruy de Lima Azevedo                   |
| 9 de julio de 2016       | Colíder                   | Brasil | Parque de Exposições de Colíder                                  |
| 14 de julio de 2016      | São Paulo                 | Brasil | Audio Club                                                       |
| 15 de julio de 2016      | São Gotardo               | Brasil | Parque de Exposições de São Gotardo                              |
| 16 de julio de 2016      | Mar de Espanha            | Brasil | Parque de Exposições de Mar de Espanha                           |
| 17 de julio de 2016      | Campos dos Goytacazes     | Brasil | Fundação Rural de Campos                                         |
| 22 de julio de 2016      | São Leopoldo              | Brasil | Praça Largo Rui Porto                                            |
| 23 de julio de 2016      | Tramandaí                 | Brasil | Centro Municipal de Eventos de Tramandaí                         |
| 24 de julio de 2016      | Niterói                   | Brasil | Teatro Popular Oscar Niemeyer                                    |
| 30 de julio de 2016      | Brasilia                  | Brasil | Orla do Lago Paranoá                                             |
| 30 de julio de 2016      | Búzios                    | Brasil | Privilège                                                        |
| 31 de julio de 2016      | Varre-Sai                 | Brasil | Área de Lazer Pedro Nunes de Moraes                              |
| 7 de agosto de 2016      | Fortaleza                 | Brasil | Estacionamento Shopping RioMar                                   |
| 12 de agosto de 2016     | Campina Grande            | Brasil | Clube Campestre                                                  |
| 13 de agosto de 2016     | João Pessoa               | Brasil | Lovina Tropical                                                  |
| 13 de agosto de 2016     | Natal                     | Brasil | Arena das Dunas                                                  |
| 14 de agosto de 2016     | Maceió                    | Brasil | Acrópole Hall                                                    |
| 17 de agosto de 2016     | Río de Janeiro            | Brasil | Centro Esportivo Miécimo da Silva                                |
| 18 de agosto de 2016     | Río de Janeiro            | Brasil | The Beach House                                                  |
| 18 de agosto de 2016     | Río de Janeiro            | Brasil | Naília Beach Club                                                |
| 19 de agosto de 2016     | Santos                    | Brasil | Terminal Concais                                                 |
| 20 de agosto de 2016     | Rio Claro                 | Brasil | Grêmio Recreativo Cia Paulista                                   |
| 27 de agosto de 2016     | Curitiba                  | Brasil | Live Curitiba                                                    |
| 2 de septiembre de 2016  | Serrinha                  | Brasil | Parque Maria do Carmo                                            |
| 3 de septiembre de 2016  | Itaperuna                 | Brasil | Espaço Orlandu's                                                 |
| 5 de septiembre de 2016  | Ilhabela                  | Brasil | Praça de Eventos e Lazer do Galera                               |
| 9 de septiembre de 2016  | Criciúma                  | Brasil | Ginásio Municipal                                                |
| 10 de septiembre de 2016 | São Paulo                 | Brasil | Via Marquês                                                      |
| 11 de septiembre de 2016 | Paulo Afonso              | Brasil | Av. Apolônio Sales                                               |
| 17 de septiembre de 2016 | Viçosa                    | Brasil | Espaço Multishow                                                 |
| 18 de septiembre de 2016 | Salvador                  | Brasil | Parque de Exposições                                             |
| 30 de septiembre de 2016 | São Paulo                 | Brasil | Bulls Club                                                       |
| 1 de octubre de 2016     | Blumenau                  | Brasil | Estacionamento Norte Shopping                                    |
| 7 de octubre de 2016     | Alfenas                   | Brasil | Espaço Folia                                                     |
| 11 de octubre de 2016    | Cabo Frío                 | Brasil | Arena Music                                                      |
| 14 de octubre de 2016    | Vitória                   | Brasil | Ilha Shows                                                       |
| 15 de octubre de 2016    | Piracicaba                | Brasil | Clube Cristovão Comlombo                                         |
| 21 de outubro de 2016    | São Carlos                | Brasil | Avenida Faber, 700                                               |
| 23 de octubre de 2016    | Itupeva                   | Brasil | Wet'n Wild                                                       |
| 26 de octubre de 2016    | São Paulo                 | Brasil | Brook's SP                                                       |
| 27 de octubre de 2016    | Recife                    | Brasil | Parador                                                          |
| 28 de octubre de 2016    | Manaus                    | Brasil | Centro de Eventos Amazonas Shopping                              |
| 1 de noviembre de 2016   | Goiânia                   | Brasil | Estacionamento Serra Dourada                                     |
| 4 de noviembre de 2016   | São Paulo                 | Brasil | CTN - Centro de Tradições Nordestinas                            |
| 11 de noviembre de 2016  | Porto Alegre              | Brasil | Pepsi On Stage                                                   |
| 12 de noviembre de 2016  | Caieiras                  | Brasil | Hoower Show House                                                |
| 12 de noviembre de 2016  | São Bernardo do Campo     | Brasil | Estância Alto da Serra                                           |
| 13 de noviembre de 2016  | Río de Janeiro            | Brasil | Parque Olímpico da Barra                                         |
| 18 de noviembre de 2016  | Juiz de Fora              | Brasil | Centro de Eventos Capitólio                                      |
| 19 de noviembre de 2016  | Balneário Gaivota         | Brasil | Sítio do Cassio                                                  |
| 26 de noviembre de 2016  | Ilha Solteira             | Brasil | Clube SEIS                                                       |
| 3 de diciembre de 2016   | Brasília                  | Brasil | Estádio Mané Garrincha                                           |
| 10 de diciembre de 2016  | São Paulo                 | Brasil | Allianz Parque                                                   |
| 22 de diciembre de 2016  | Cuiabá                    | Brasil | Orla do Porto                                                    |
| 23 de diciembre de 2016  | Belo Horizonte            | Brasil | Mix Garden                                                       |
| 28 de diciembre de 2016  | Salvador                  | Brasil | Praça Cayru                                                      |
| 30 de diciembre de 2016  | Santo Estevão             | Brasil | Praça Pública                                                    |
| 31 de diciembre de 2016  | Río de Janeiro            | Brasil | Hotel Royal Tulip                                                |
| 2 de enero de 2017       | Florianópolis             | Brasil | Fields Floripa                                                   |
| 6 de enero de 2017       | Ilha Comprida             | Brasil | Arena de Eventos da Praia do Boqueirão Norte                     |
| 7 de enero de 2017       | Praia Grande              | Brasil | Kartódromo Municipal                                             |
| 7 de enero de 2017       | Guarujá                   | Brasil | Burn On Stage                                                    |
| 13 de enero de 2017      | Piúma                     | Brasil | Green House Eventos                                              |
| 14 de enero de 2017      | Río de Janeiro            | Brasil | Marina da Glória                                                 |
| 20 de enero de 2017      | Guarapari                 | Brasil | Multiplace Mais                                                  |
| 21 de enero de 2017      | Aracaju                   | Brasil | Arena de Eventos                                                 |
| 22 de enero de 2017      | Itapissuma                | Brasil | Pátio de Eventos de Itapissuma                                   |
| 23 de enero de 2017      | Salvador                  | Brasil | Estádio de Pituaçu                                               |
| 24 de enero de 2017      | São Paulo                 | Brasil | Villa Mix                                                        |
| 27 de enero de 2017      | Belém                     | Brasil | Cidade Folia                                                     |
| 28 de enero de 2017      | São Paulo                 | Brasil | Clube da Associação Portuguesa de Desportos                      |
| 4 de febrero de 2017     | Xangri-Lá                 | Brasil | Sede Campestre da SABA                                           |
| 9 de febrero de 2017     | Río de Janeiro            | Brasil | Clube Monte Líbano                                               |
| 11 de febrero de 2017    | São Paulo                 | Brasil | The Week                                                         |
| 17 de febrero de 2017    | Cuiabá                    | Brasil | Musiva                                                           |
| 18 de febrero de 2017    | Guarujá                   | Brasil | Cafe de la Musique                                               |
| 24 de febrero de 2017    | Salvador                  | Brasil | Circuito Barra-Ondina                                            |
| 25 de febrero de 2017    | Salvador                  | Brasil | Camarote Skol                                                    |
| 26 de febrero de 2017    | Olinda                    | Brasil | Carvalheira na Ladeira                                           |
| 26 de febrero de 2017    | Salvador                  | Brasil | Camarote Harém                                                   |
| 27 de febrero de 2017    | Río de Janeiro            | Brasil | Camarote Guanabara                                               |
| 28 de febrero de 2017    | Río de Janeiro            | Brasil | Clube Monte Líbano                                               |
| 4 de março de 2017       | Río de Janeiro            | Brasil | Rua Primeiro de Março                                            |
| 4 de março de 2017       | Río de Janeiro            | Brasil | Camarote N1                                                      |
| 24 de marzo de 2017      | Balneário Camboriú        | Brasil | Music Park BC                                                    |
| 25 de marzo de 2017      | Curitiba                  | Brasil | Pedreira Paulo Leminski                                          |
| 26 de marzo de 2017      | Florianópolis             | Brasil | Parador 12                                                       |
| 1 de abril de 2017       | Río de Janeiro            | Brasil | Jeunesse Arena                                                   |
| 8 de abril de 2017       | Ituporanga                | Brasil | Parque nacional da Cebola                                        |
| 13 de abril de 2017      | Santa Maria               | Brasil | Costa da Montanha                                                |
| 14 de abril de 2017      | Uruguaiana                | Brasil | Teatro Municipal Rosalina Pandolfo Lisboa                        |
| 15 de abril de 2017      | Ijuí                      | Brasil | Aruba Summer Club                                                |
| 16 de abril de 2017      | Pelotas                   | Brasil | Centro de Eventos Fenadoce                                       |
| 20 de abril de 2017      | São José do Rio Pardo     | Brasil | Parque de Exposições de São José do Rio Pardo                    |
| 21 de abril de 2017      | São Sebastião do Alto     | Brasil | Praça Pública                                                    |
| 29 de abril de 2017      | Río de Janeiro            | Brasil | Vivo Rio                                                         |
| 30 de abril de 2017      | São Paulo                 | Brasil | Espaço das Américas                                              |
| 1 de mayo de 2017        | Bragança Paulista         | Brasil | Parque de Exposições Dr. Fernando Costa                          |
| 5 de mayo de 2017        | Belo Horizonte            | Brasil | Expominas                                                        |
| 6 de mayo de 2017        | Maringá                   | Brasil | Parque Internacional de Exposições Francisco Feio Ribeiro        |
| 12 de mayo de 2017       | Santa Terezinha de Itaipu | Brasil | Parque de Exposições e Eventos de Santa Terezinha de Itaipu      |
| 13 de mayo de 2017       | Palmeira                  | Brasil | Estádio Municipal Arlei José Corsi                               |
| 20 de mayo de 2017       | São José do Rio Preto     | Brasil | Recinto de Exposições Alberto Bertelli Lucatto                   |
| 27 de mayo de 2017       | Porto Alegre              | Brasil | WA Eventos                                                       |
| 10 de junio de 2017      | Passo Fundo               | Brasil | Gran Palazzo                                                     |
| 11 de junio de 2017      | São Paulo                 | Brasil | Clube da Associação Portuguesa de Desportos                      |
| 14 de junio de 2017      | Brasília                  | Brasil | Estádio Nacional Mané Garrincha                                  |
| 16 de junio de 2017      | Santana do Livramento     | Brasil | Centro de Eventos da Fronteira                                   |
| 17 de junio de 2017      | Lages                     | Brasil | Parque de Exposições Conta Dinheiro                              |
| 18 de junio de 2017      | Río de Janeiro            | Brasil | Estádio Nilton Santos                                            |
| 24 de junio de 2017      | Conceição do Almeida      | Brasil | Praça do Mercado Municipal                                       |
| 25 de junio de 2017      | Irecê                     | Brasil | Arena Gran Fest                                                  |
| 1 de julio de 2017       | São Paulo                 | Brasil | Av. Jaguaré, 1485                                                |
| 7 de julio de 2017       | Montes Claros             | Brasil | Parque de Exposições João Alencar de Athayde                     |
| 8 de julio de 2017       | Araçatuba                 | Brasil | Recinto de Exposições "Clibas de Almeida Prado"                  |
| 14 de julio de 2017      | Itabirito                 | Brasil | Praça dos Inconfidentes                                          |
| 15 de julio de 2017      | Caçapava                  | Brasil | Estância Nativa                                                  |
| 16 de julio de 2017      | Votuporanga               | Brasil | Arena Toten                                                      |
| 21 de julio de 2017      | Caldas Novas              | Brasil | Caldas Music                                                     |
| 22 de julio de 2017      | Pilar do Sul              | Brasil | Atlantic Hall                                                    |
| 23 de julio de 2017      | Niterói                   | Brasil | Teatro Popular Oscar Niemeyer                                    |
| 27 de julio de 2017      | Batatais                  | Brasil | Parque Permanente de Exposições                                  |
| 28 de julio de 2017      | Crucilândia               | Brasil | Parque de Exposições de Crucilândia                              |
| 29 de julio de 2017      | Lorena                    | Brasil | Cervejaria do Gordo                                              |
| 30 de julio de 2017      | Río de Janeiro            | Brasil | The Week                                                         |
| 4 de agosto de 2017      | Santos                    | Brasil | Capital Disco                                                    |
| 5 de agosto de 2017      | Salvador                  | Brasil | Wet'n Wild                                                       |
| 6 de agosto de 2017      | João Pessoa               | Brasil | Espaço Cultural José Lins do Rego                                |
| 10 de agosto de 2017     | Río de Janeiro            | Brasil | FM Hall                                                          |
| 11 de agosto de 2017     | Conselheiro Lafaiete      | Brasil | Parque de Exposições Tancredo Neves                              |
| 12 de agosto de 2017     | Goiânia                   | Brasil | Jaó Music Hall                                                   |
| 14 de agosto de 2017     | Lagoa Santa               | Brasil | Área Externa do Ginásio Poliesportivo de Lagoa Santa             |
| 24 de agosto de 2017     | Chapecó                   | Brasil | Pavilhão IV - Efapi                                              |
| 25 de agosto de 2017     | Campo Grande              | Brasil | Parque de Exposições Laucídio Coelho                             |
| 26 de agosto de 2017     | Vinhedo                   | Brasil | Adler Eventos                                                    |
| 27 de agosto de 2017     | Vitória da Conquista      | Brasil | Parque de Exposições Teopompo de Almeida                         |
| 30 de agosto de 2017     | São Paulo                 | Brasil | Villa Mix                                                        |
| 2 de septiembre de 2017  | Campos dos Goytacazes     | Brasil | Multi Place                                                      |
| 4 de septiembre de 2017  | Manaus                    | Brasil | Pódium Arena da Amazônia                                         |
| 6 de septiembre de 2017  | Muriaé                    | Brasil | Parque de Exposições Lael Varella                                |
| 7 de septiembre de 2017  | Barra Velha               | Brasil | Em Frente ao Ginásio Alfredo José de Borba                       |
| 8 de septiembre de 2017  | Peruíbe                   | Brasil | Areia da Praia de Peruíbe                                        |
| 9 de septiembre de 2017  | Belo Horizonte            | Brasil | Estádio do Mineirão                                              |
| 9 de septiembre de 2017  | Oliveira                  | Brasil | Parque de Exposições de Oliveira                                 |
| 10 de septiembre de 2017 | Río de Janeiro            | Brasil | Praça da Apoteose                                                |
| 17 de septiembre de 2017 | São Desidério             | Brasil | Praça Abelado Alencar                                            |
| 19 de septiembre de 2017 | Ibirubá                   | Brasil | Capital 922                                                      |
| 22 de septiembre de 2017 | Belém                     | Brasil | Ginásio do Mangueirinho                                          |
| 23 de septiembre de 2017 | São Luís                  | Brasil | Círculo Militar de São Luís                                      |
| 24 de septiembre de 2017 | Fortaleza                 | Brasil | Estacionamento Shopping RioMar                                   |
| 30 de septiembre de 2017 | Ribeirão Preto            | Brasil | Parque Permanente de Exposições                                  |
| 1 de octubre de 2017     | Resende                   | Brasil | Parque de Exposições de Resende                                  |
| 6 de octubre de 2017     | Santa Cruz do Sul         | Brasil | Parque da Oktoberfest                                            |
| 7 de octubre de 2017     | Nova Serrana              | Brasil | Centro de Convenções de Nova Serrana                             |
| 8 de octubre de 2017     | Nova Lima                 | Brasil | Minas Tênis Náutico Clube                                        |
| 11 de octubre de 2017    | Canoas                    | Brasil | Parque Eduardo Gomes                                             |
| 20 de octubre de 2017    | Belo Horizonte            | Brasil | Km de Vantagens Hall                                             |
| 21 de octubre de 2017    | Poços de Caldas           | Brasil | Pista de Atlétismo                                               |
| 22 de octubre de 2017    | Mogi das Cruzes           | Brasil | Vacaloca Multshow                                                |
| 27 de octubre de 2017    | São Paulo                 | Brasil | Sambódromo do Anhembi                                            |
| 28 de octubre de 2017    | Serra                     | Brasil | Pavilhão de Carapina                                             |
| 1 de noviembre de 2017   | Curitiba                  | Brasil | Live Curitiba                                                    |
| 2 de noviembre de 2017   | Brasília                  | Brasil | Estádio Nacional Mané Garrincha                                  |
| 3 de noviembre de 2017   | São Manuel                | Brasil | Recinto Mário Covas                                              |
| 4 de noviembre de 2017   | Rondonópolis              | Brasil | Parque de Exposições Wilmar Peres de Farias                      |
| 10 de noviembre de 2017  | Cuiabá                    | Brasil | Musiva                                                           |
| 11 de noviembre de 2017  | Sinop                     | Brasil | Ghizoni Centro de Eventos                                        |
| 17 de noviembre de 2017  | Campinas                  | Brasil | Fazenda Santa Margarida                                          |
| 18 de noviembre de 2017  | São José do Rio Preto     | Brasil | Recinto de Exposições Alberto Bertelli Lucatto                   |
| 19 de noviembre de 2017  | São Paulo                 | Brasil | Espaço das Américas                                              |
| 24 de noviembre de 2017  | Río de Janeiro            | Brasil | Armazém da Utopia                                                |
| 25 de noviembre de 2017  | Esteio                    | Brasil | Parque Assis Brasil                                              |
| 26 de noviembre de 2017  | Criciúma                  | Brasil | Estacionamento Nações Shopping                                   |
| 8 de diciembre de 2017   | Ponta Grossa              | Brasil | Centro de Eventos de Ponta Grossa                                |
| 9 de diciembre de 2017   | Umuarama                  | Brasil | Harmonia Clube de Campo                                          |
| 10 de diciembre de 2017  | Três Lagoas               | Brasil | Arena Müller                                                     |
| 15 de diciembre de 2017  | Limeira                   | Brasil | Gran São João                                                    |
| 16 de diciembre de 2017  | São Paulo                 | Brasil | Arena Anhembi                                                    |